# Tramea liberata
Tramea liberata is een libellensoort uit de familie van de korenbouten (Libellulidae), onderorde echte libellen (Anisoptera).
De wetenschappelijke naam Tramea liberata is voor het eerst geldig gepubliceerd in 1949 door Lieftinck.